# Плопшору (комуна)
Плопшору (рум. Plopșoru) — комуна у повіті Горж в Румунії. До складу комуни входять такі села (дані про населення за 2002 рік):
- Ізвоареле (732 особи)
- Броштень (229 осіб)
- Броштеній-де-Сус (65 осіб)
- Велень (1099 осіб)
- Делень (276 осіб)
- Курсару (248 осіб)
- Оларі (931 особа)
- Плопшору (798 осіб)
- Піскурі (973 особи)
- Серденешть (825 осіб)
- Чепля (494 особи)

Комуна розташована на відстані 220 км на захід від Бухареста, 27 км на південь від Тиргу-Жіу, 63 км на північний захід від Крайови.

## Населення
За даними перепису населення 2002 року у комуні проживали 6670 осіб, усі — румуни. Усі жителі комуни рідною мовою назвали румунську.
Склад населення комуни за віросповіданням:
| Релігія            | Кількість осіб | Відсоток |
| ------------------ | -------------- | -------- |
| православні        | 6382           | 95,7%    |
| п'ятдесятники      | 264            | 4,0%     |
| римо-католики      | 11             | 0,2%     |
| баптисти           | 5              | 0,1%     |
| не вказали релігію | 8              | 0,1%     |